# Grammy Award for Best Performance by an Orchestra – for Dancing
Der Grammy Award for Best Performance by an Orchestra – for Dancing, auf Deutsch „Grammy-Auszeichnung für die beste Darbietung eines Orchesters – Tanz“, ist ein Musikpreis, der von 1959 bis 1964 von der amerikanischen Recording Academy im Bereich Popmusik verliehen wurde.

## Geschichte und Hintergrund
Die seit 1959 verliehenen Grammy Awards werden jährlich in zahlreichen Kategorien von der Recording Academy in den Vereinigten Staaten vergeben, um künstlerische Leistung, technische Kompetenz und hervorragende Gesamtleistung ohne Rücksicht auf die Album-Verkäufe oder Chart-Position zu würdigen.
Eine dieser Kategorien war der Grammy Award for Best Performance by an Orchestra – for Dancing. Der Preis wurde von 1959 bis 1964 vergeben und hatte einige kleinere Namensänderungen:
- Von 1959 bis 1960 hieß die Auszeichnung Grammy Award for Best Performance by a Dance Band
- 1961 nannte sich der Preis Grammy Award for Best Performance by a Band for Dancing
- Von 1962 bis 1964 war seine Bezeichnung Grammy Award for Best Performance by an Orchestra – for Dancing.

Die Auszeichnung wurde zusammen mit dem Preis Grammy Award for Best Performance by an Orchestra or Instrumentalist with Orchestra – Primarily Not Jazz or for Dancing verliehen.

## Gewinner und Nominierte
| Jahr | Gewinner       | Nationalität       | Werk                          | Nominierte | Bild des/der Gewinner(s) |
| ---- | -------------- | ------------------ | ----------------------------- | ---------- | ------------------------ |
| 1959 | Count Basie    | Vereinigte Staaten | Basie                         |            |                          |
| 1960 | Duke Ellington | Vereinigte Staaten | Anatomy of a Murder           |            |                          |
| 1961 | Count Basie    | Vereinigte Staaten | Dance Along with Basie        |            |                          |
| 1962 | Si Zentner     | Vereinigte Staaten | Up a Lazy River               |            |                          |
| 1963 | Joe Harnell    | Vereinigte Staaten | Fly Me to the Moon Bossa Nova |            |                          |
| 1964 | Count Basie    | Vereinigte Staaten | This Time by Basie!           |            |                          |